# Ховрин, Николай Иванович
Николай Иванович Ховрин (19 декабря 1922, Владивосток — 26 апреля 2008, Москва) — советский флотоводец, адмирал (13 февраля 1976), командующий Черноморским флотом (1974-1983).

## Биография
В 1945 году окончил Тихоокеанское высшее военно-морское училище имени С. О. Макарова. Участвовал в войне с Японией. В дальнейшем проходил службу на кораблях Тихоокеанского флота от лейтенанта до вице-адмирала с перерывом на учёбу в Военно-морской академии в Ленинграде, которую окончил с золотой медалью.
В 41 год стал контр-адмиралом, в 47 лет — вице-адмиралом. В послужном списке — командование оперативной эскадрой Тихоокеанского флота в Индийском океане, исполнение обязанностей первого заместителя командующего Северным флотом и на протяжении почти девяти лет командование Черноморским флотом.
С ноября 1955 по декабрь 1957 года — командир лёгкого крейсера «Лазарь Каганович».
С 1 апреля 1961 по 1964 год - начальник штаба 9-й дивизии противолодочных кораблей ТОФ.
С 1964 по 1967 год - командир 9-й дивизии противолодочных кораблей ТОФ.
С 1968 по 1970 год — командир 10-й оперативной эскадры Краснознамённого Тихоокеанского флота.
С 1970 по 1974 год — первый заместитель командующего Краснознамённым Северным флотом.
С 7 марта 1974 по 22 апреля 1983 года — командующий Краснознамённым Черноморским флотом.
После командования Черноморским флотом был назначен заместителем Главнокомандующего Объединёнными Вооружёнными Силами стран Варшавского Договора.
Он был первопроходцем в освоении зон боевой службы кораблями ВМФ СССР в Тихом и Индийском океанах, на качественно новый уровень поднял боевую готовность кораблей боевой службы в Средиземном море, проявлял незаурядные дипломатические качества в период захода советских кораблей под его командованием в порты иностранных государств.
Неоднократно избирался депутатом Верховного Совета СССР и Верховного Совета Украинской Советской Социалистической Республики.
Похоронен на Троекуровском кладбище.

## Награды
- орден Ленина (15.02.1979)
- 2 ордена Октябрьской Революции (21.02.1974; 19.02.1986)
- орден Красного Знамени (20.02.1991)
- 2 ордена Отечественной войны 1-й степени (20.10.1945; 11.03.1985)
- 2 ордена Красной Звезды (26.10.1955; 21.02.1967)
- ряд медалей СССР
- иностранные награды